# ستاردست (فلم)
ستاردست هو فيلم مغامرة تم إنتاجه في المملكة المتحدة والولايات المتحدة وصدر في سنة 2007. الفيلم من إخراج ماثيو فون من بطولة كلير دينس وسينا ميلير وجيسون فليمينغ ومارك سترونج وبيتر أوتول.

## القصة
ي بلدة ريفية على حدود الأراضي السحرية، وعد شاب حبيبته بالبحث عن نجمة سقطت من خلال مغامرة في عالم السحر.

## الميزانية والإيرادات
بلغت تكلفة إنتاج الفيلم حوالي 88.5 مليون دولار بينما حقق إيرادات تقدر بـ 135.6 مليون دولار.

## وصلات خارجية
- مقالات تستعمل روابط فنية بلا صلة مع ويكي بيانات